# Софтбол на Универсиадах
Софтбол присутствовал в программе только Летней Универсиады 2007 года как дополнительный вид спорта (англ. optional sport). В соревнованиях участвовали только женские команды.

## Призёры

### Женщины
| Год  | Место проведения | Число команд | Золото | Серебро | Бронза |
| ---- | ---------------- | ------------ | ------ | ------- | ------ |
| 2007 | Бангкок          | 10           | Канада | Тайвань | Япония |